# South Bend (Washington)
South Bend è una città degli Stati Uniti d'America, situata nello Stato di Washington, nella Contea di Pacific, della quale è anche il capoluogo.